# Список давньоримських богів
Найвідомішими сьогодні римськими божествами є ті, яких римляни ототожнювали з грецькими (див. interpretatio graeca), інтегруючи грецькі міфи, монографія, а іноді й релігійні практики в римську культуру, включаючи латинську літературу, римське мистецтво та релігійне життя, як це відбувалося протягом усього існування Римської імперії. Багато власних богів римлян залишаються відомими лише за іменами, а іноді й за функціями, через написи та тексти, які часто є фрагментарними. Особливо це стосується тих богів, що належать до архаїчної релігії римлян, що сягає епохи царів, так званої «релігії Нуми», яка зберігалася протягом століть. Деякі архаїчні божества мають італійські або етруські аналогоорсс

и, що визначено як стародавніми джерелами, так і сучасними вченими. По всій імперії божествам народів у провінціях надавалися нові богословські інтерпретації у світлі функцій чи атрибутів, якими вони «ділилися» з римськими божествами.

Розширений алфавітний список слідує за оглядом богословських груп, створеним самими римлянами.

## Звання та відзнаки
Певні почесті та титули могли розділятися різними богами, божественними уособленнями, напівбогами та divi (обожненими смертними).

### Август і Августа
Август, «піднесений або августиновий» (форма чоловічого роду) — це почесний титул, присуджений Октавіану на знак визнання його унікального статусу, надзвичайного діапазону його повноважень і очевидного божественного схвалення його принципату. Після його смерті та обожнення цей титул присуджували кожному з його наступників. Він також став майже повсюдно поширеним титулом або відзнакою для різних другорядних місцевих божеств, включаючи Ларес Августі з місцевих громад, і незрозумілих провінційних божеств, таких як північноафриканський Маразгу Август. Таке розширення імператорської почесті на головні та другорядні божества Риму та його провінцій вважається основною ознакою імперського культу.
Августа (жіноча форма) є почесним титулом, пов'язаним з розвитком і поширенням імперського культу, який застосовувався до римських імператриць, живих, померлих або обожествлених як примадонн. Першою Августою була Лівія, дружина Октавіана, і потім цей титул мали різні «державні» богині, включаючи Бону Деа, Кереру, Юнону, Мінерву та Опс; велика кількість другорядних або місцевих богинь; а також жіночих уособленнь імперських чеснот (Пакс і Вікторія).

### Бонус і Бона
Епітет Bonus («Добрий»), використовується в імперській ідеології з абстрактними божествами, такими як Бона Фортуна («Доброго щастя»), Бона Менс («Добре мислення» або «Здоровий розум») і Бона Спес («Добра надія», можливо, перекладається як «Оптимізм»). Під час Республіки епітет найчастіше вживався по відношенню до Бона Деа, «доброї богині», чиї обряди відзначали жінки. Бонус Евентус, «Добрий результат», був одним із дванадцяти сільськогосподарських божеств Варрона, а пізніше став знаменувати успіх загалом.

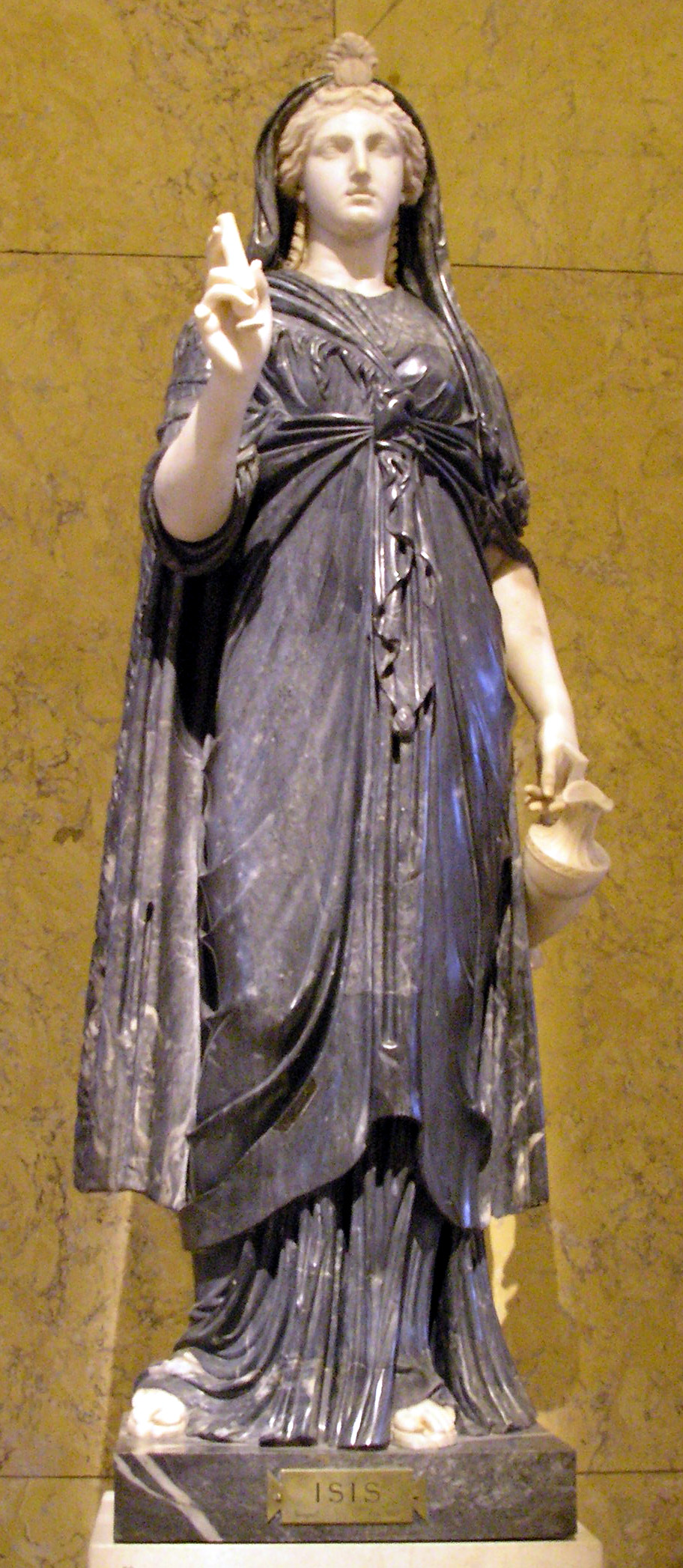
Римська Ісіда в чорно-білому мармурі часів Апулея

### Целестіс
З середнього імперського періоду титул Caelestis («Небесна») був закріплений до кількох богинь, що втілюють аспекти однієї, верховної Небесної Богині. Dea Caelestis ототожненювалася із сузір'ям Діви, яка тримає божественну рівновагу справедливості. У Метаморфозах Апулея головний герой Луцій молиться елліністичній єгипетській богині Ісіді як Регіна Каелі, (Цариця небесна), яка, за повір'ями, проявлялася також як Керера, «прамати»; Небесна Венера (Venus Caelestis) ; «сестра Феба», тобто Діана або Артеміда, як їй поклоняються в Ефесі; або Прозерпіна як богиня підземного світу. Юнона Целестіс була романізованою формою карфагенської Таніт.
Граматично форма Caelestis також може бути словом чоловічого роду, але еквівалентна функція для чоловічого божества зазвичай виражається через синкретизацію з Caelus, як у Caelus Aeternus Iuppiter, «Юпітер, Вічне Небо».

### Інвіктус

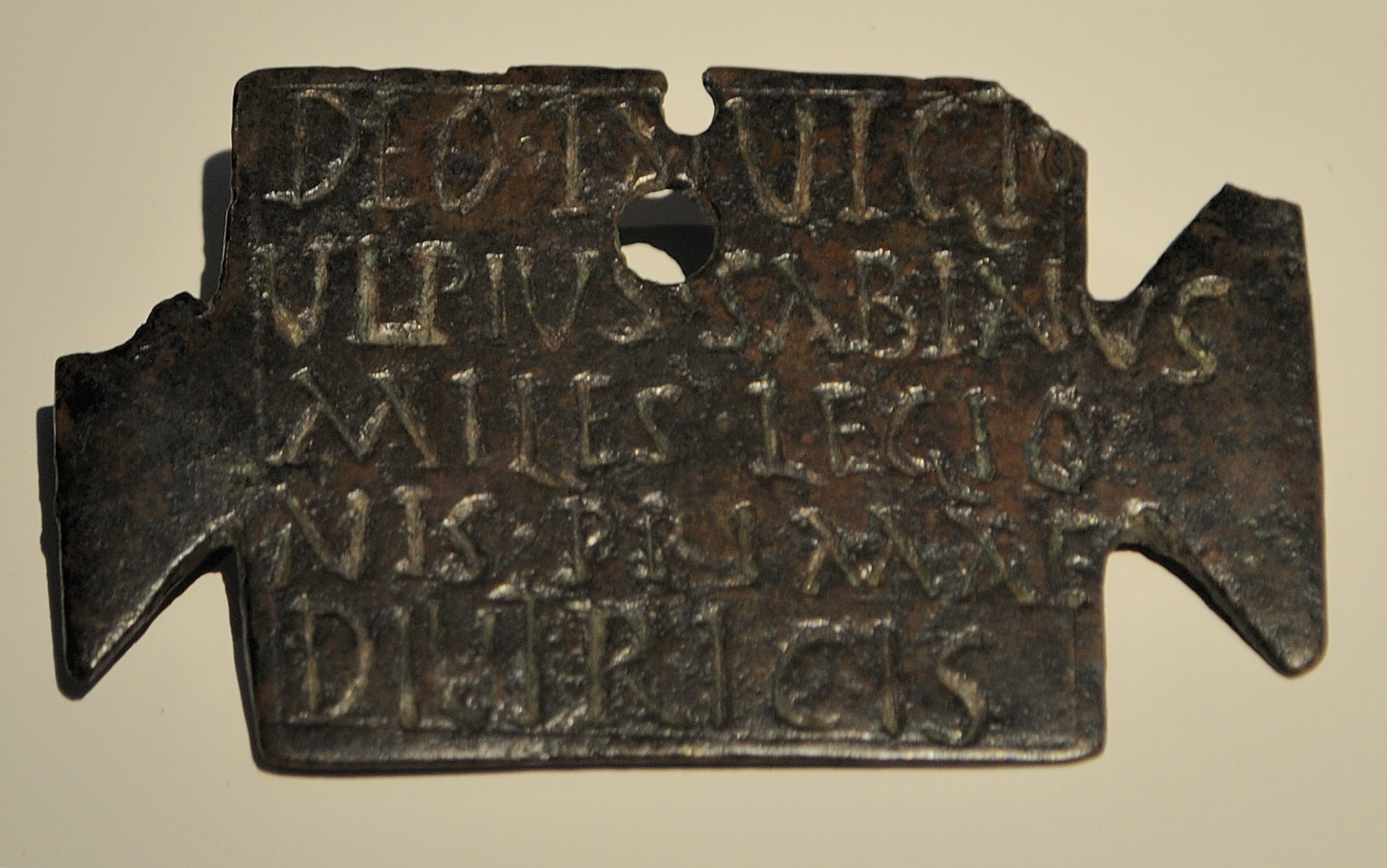
Присвята Deus Invictus римським легіонером у Брігеціо, Паннонія

Invictus («Нескорений, непереможний») використовувався як божественний епітет на початку III століття до нашої ери. В імперський період він виражав непереможність божеств, які були офіційно прийнятими, таких як Юпітер, Марс, Геркулес і Сонце. На монетах, календарях та інших написах Меркурій, Сатурн, Сільван, Фонс, Серапіс, Сабазій, Аполлон і Геній також зустрічаються як Invictus. Цицерон вважає це звичайним епітетом для Юпітера, щодо якого це, ймовірно, синонім Всемогутнього. Він також використовується в містеріях Мітри.

### Матер і Патер
Матер («Мати») був почесним знаком, який поважав материнський авторитет і функції богині, а не обов'язково «материнство» як таке. Ранні приклади включали Terra Mater (Мати-Земля) і Mater Larum (Мати Ларів). Веста, богиня цнотливості, яку зазвичай уявляли як незайману, шанувалася як Матер. Богиня, відома як Stata Mater, була божеством, якому приписують запобігання пожежам у місті.
З середньої імперської епохи правляча імператриця стає Mater castrorum et senatus et patriae - символічною матір'ю військових таборів, сенату та вітчизни. Галльська та германська кіннота (auxilia) римської імперської армії регулярно встановлювала вівтарі «Матерям поля» (Campestres, від campus, «поле», з титулом Matres або Matronae).
Богів називали Pater («Батько»), щоб позначити їхнє перевагу та батьківську турботу, а також синівську повагу до них. Патер був знайдений, зокрема, як епітет Диса, Юпітера, Марса та Лібера.

#### Magna Mater
«Велика Мати» — титул, даний Кібелі в її римському культі. Деякі римські літературні джерела приписують таку ж назву Маї та іншим богиням.

## Колективи
Навіть у інвокаціях, які зазвичай вимагали точного іменування, римляни іноді говорили про богів як про групи чи колективи, а не називали їх як окремих осіб. Деякі групи, такі як Камени і Парки, вважалися обмеженою кількістю окремих божеств, хоча їх кількість не може бути наведена послідовно в усі періоди та в усіх текстах. Однак наступні групи є незліченними колективами.

### Просторовий трирозділ
Варрон поділяв богів на три частини: небо, земля та підземний світ:
- di superi, надземні боги або небесні боги, чиї вівтарі були позначені як altaria[10].
- di terrestres, «земні боги», чиї вівтарі були позначені як arae.
- di inferi, підземні боги, тобто боги підземного світу, інфернальні або хтонічні боги, чиїми вівтарями були foci (осередки), вогнища або спеціально споруджені вогнища.

Більш поширеним є дуалістичний контраст між superi та inferi .

### Di indigetes і novensiles
Георг Віссова вважав di indigetes корінними божествами Риму, на відміну від di novensides або novensiles, («новоприбулі боги»). Однак жодне стародавнє джерело не містить цієї дихотомії, яка не є загальноприйнятою серед вчених XXI століття. Значення епітета indiges (однина) не має наукового консенсусу, і noven може означати «дев'ять» (novem), а не «новий».

## Списки римських богів

### Тріади
- Архаїчна тріада: Юпітер, Марс, Квірін.
- Капітолійська тріада: Юпітер, Юнона, Мінерва[11].
- Плебейська або Авентинська тріада: Керера, Лібер, Лібера, датована 493 р. до н. е.[12].

### Групи по дванадцять

#### Лектистерній 217р. до н.е.
Лектистерній — бенкет для богів, на якому вони з'являються у вигляді зображень, що сидять на кушетках, ніби присутні й беруть участь. Описуючи лектистерній Дванадцятьох Великих богів у 217 р. до н. е., історик Тіт Лівій поміщає божества в гендерно збалансовані пари:
- Юпітер — Юнона
- Нептун — Мінерва
- Марс — Венера
- Аполлон — Діана
- Вулкан — Веста
- Меркурій — Керера

Такі божественні доповнення чоловіка і жінки, а також антропоморфний вплив грецької міфології сприяли тенденції в латинській літературі уявляти богів як «одружені» пари або (як у випадку Венери і Марса) закоханих.

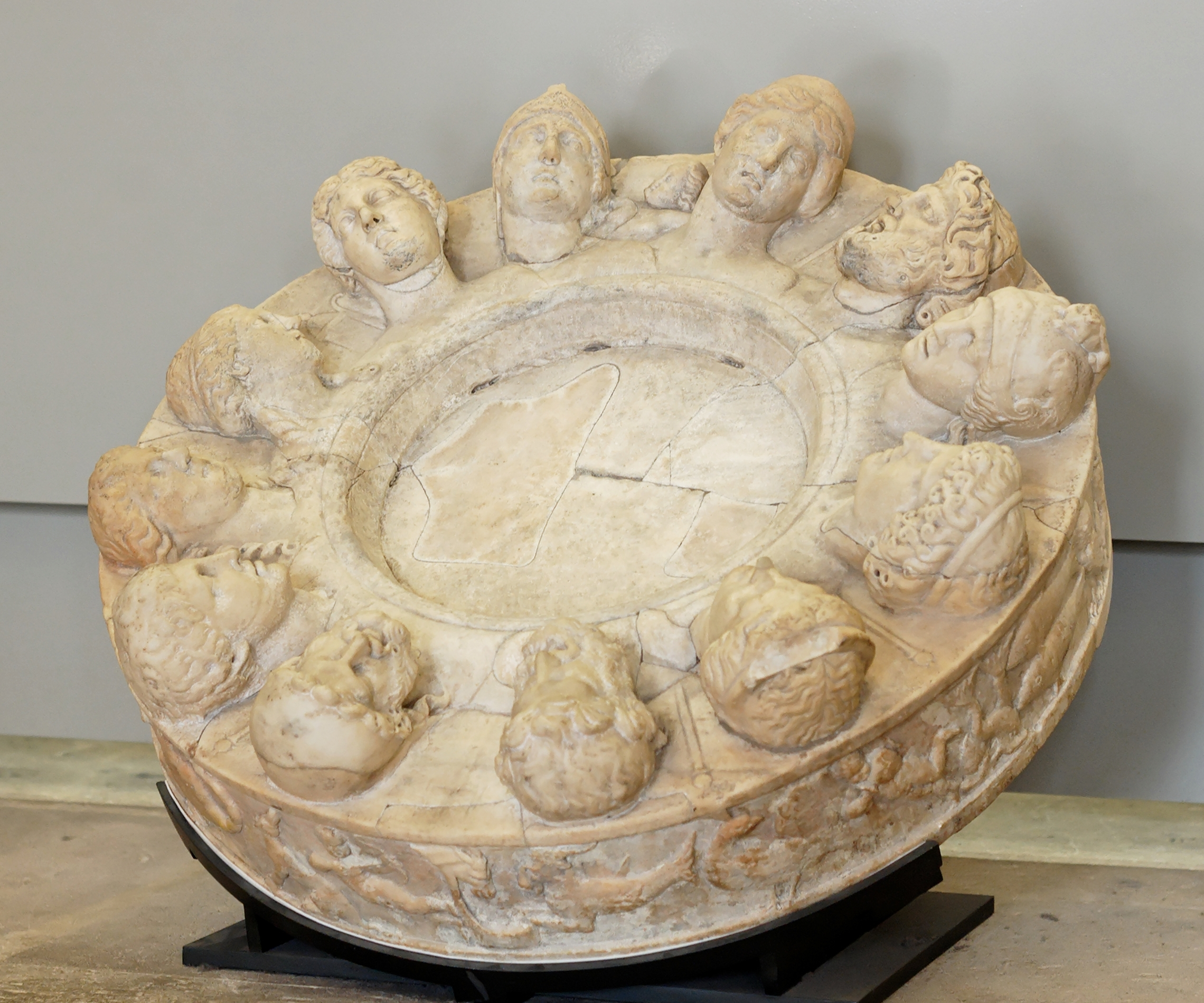
Ді Консентес на вівтарі

#### Dii Consentes
Варрон використовує назву Dii Consentes для дванадцяти божеств, чиї позолочені зображення стояли на форумі. Їх також помістили в шість пар за принципом «чоловік-жінка». Хоча окремі імена не перераховані, припускається, що вони є божествами лектистернію. Фрагмент з Еннія, за життя якого відбувся лектистерній, перелічує ті самі дванадцять божеств за іменами, але в іншому порядку, ніж у Лівія: Юнона, Веста, Мінерва, Керера, Діана, Венера, Марс, Меркурій, Юпітер, Нептун, Вулкан, Аполлон.
Dii Consentes іноді розглядають як римський еквівалент грецьких олімпійців. Значення Consentes підлягає тлумаченню, але зазвичай вважається, що вони утворюють раду або консенсус божеств.

### Di Flaminales

#### Три римські божества, які мали старшихфламінів[16]
- Юпітер
- Марс
- Квірін

#### Дванадцять римських божеств, які мали малих фламінів
- Кармента
- Керера
- Фалацер
- Флора
- Фурріна
- Палатуя
- Помона
- Портун
- Вулкан
- Вольтурн
- Імена ще двох божеств невідомі[17]

### Di selecti
Варрон дає список з двадцяти головних богів римської релігії:
- Янус
- Юпітер
- Сатурн
- Геній
- Меркурій
- Аполлон
- Марс
- Вулкан
- Нептун
- Сол
- Орк
- Лібер
- Терра Матер
- Керера
- Юнона
- Луна
- Діана
- Мінерва
- Венера
- Веста

### Сабінські боги
Варрон, який сам був сабінцем за походженням, дає список сабінянських богів, які були «усиновлені» римлянами:
- Феронія
- Мінерва
- Новенсіди[19]
- Палес
- Салюс
- Фортуна
- Фонс
- Фідес[20]
- Опс
- Флора
- Вейовіс
- Сатурн
- Сол
- Луна
- Вулкан
- Суман
- Ларунда
- Термін
- Квірін
- Вертумн
- Лари
- Діана
- Люцина

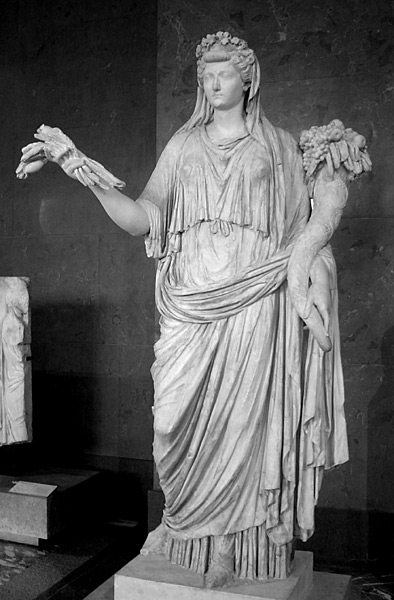
Лівія, дружина Августа, одягнена як богиня Опс.

В іншому місці Варрон стверджує, що Сол, який мав священний гай у Лавініумі, сабінянський бог, але в той же час прирівнює його до римського Аполлона. З перелічених божеств, пише він, «кілька назв мають своє коріння в обох мовах, оскільки дерева, що ростуть на лінії власності, заповзають в обидва поля. Наприклад, можна сказати, що Сатурн має тут інше походження, як і Діана».
У своїх роботах Варрон робить різні заяви щодо походження сабінців, деякі більш правдоподібні, ніж інші, і його список не слід сприймати за чисту монету. Але про важливість сабінян у ранньому культурному становленні Риму свідчить, наприклад, викрадення сабінянок чоловіками Ромула, а також етнічна приналежність сабінян Нуми Помпілія, другого царя Риму, якому приписували багато релігійних і правових установ Риму. Варрон, однак, стверджував, що вівтарі більшості цих богів були встановлені в Римі Тітом Тацієм в результаті клятви (votum).

### Indigitamenta
Indigitamenta — це божества, про яких відомо лише їх ім'я; вони можуть бути другорядними сутностями або епітетами великих богів. Колегія понтифіків вела списки божеств, щоб гарантувати, що для публічних молитов використовувалися правильні імена. Книги понтифіків були втрачені, тому імена відомі лише завдяки уривкам в латинській літературі. Найбільш розширені списки надані отцями Церкви, які намагалися систематично розвінчати римську релігію, спираючись на богословські праці Варрона, які також збереглися лише в цитованих фрагментах. Вільгельм Генріх Рошер зібрав стандартний сучасний список indigitamenta, хоча інші вчені можуть розходитися з ним у деяких моментах.

## Алфавітний список

#### А

«Аполлон вбиває ящірку», мозаїка з римської Африки

- Абунданція, божество достатку і процвітання, спутниця Керери.
- Акка Ларентія, гетера, на честь якої проводилися Ларенталії.
- Ацис, бог річки Ацис на Сицилії.
- Ай Локуцій, божество мовлення, голос якого попереджав римлян про неминуче галльське вторгнення.
- Алерн або Елерн (можливо, Гелерн), архаїчний бог, чий священний гай (лукус) був біля річки Тибр. Отримав ім'я остаточно тільки у творах Овідія[28]. Гай був місцем народження німфи Кардеї, і, незважаючи на неясність бога, державні жерці все ще проводили там священні обряди (sacra) за часів Августа[29]. Алерн міг бути хтонічним богом, якщо чорний віл був для нього правильним жертовним приношенням, оскільки темні жертви приносили богам підземного світу[30]. Дюмезіль хотів зробити його богом бобів[31].
- Ангерона, богиня, яка позбавляла людей від болю і смутку.
- Ангіція, богиня змій, чаівниця та цілительниця.
- Анна Перенна, богиня «колеса року» й довголіття, її свято відзначали 15 березня.
- Аннона, богиня врожаю.
- Антеворта, богиня майбутнього і одна з Камен; також іноді називається Порріма.
- Аполлон, бог поезії, музики та оракулів, і один із Dii Consentes.
- Аріманій, маловідомий мітраїстичний бог.
- Авра, часто згадується у множині — Аври, («Бризи»).
- Аврора, богиня світанку.
- Аверрунк, епітет будь-якого божества, яке відвертало нещастя, зло та страждання.

#### Б

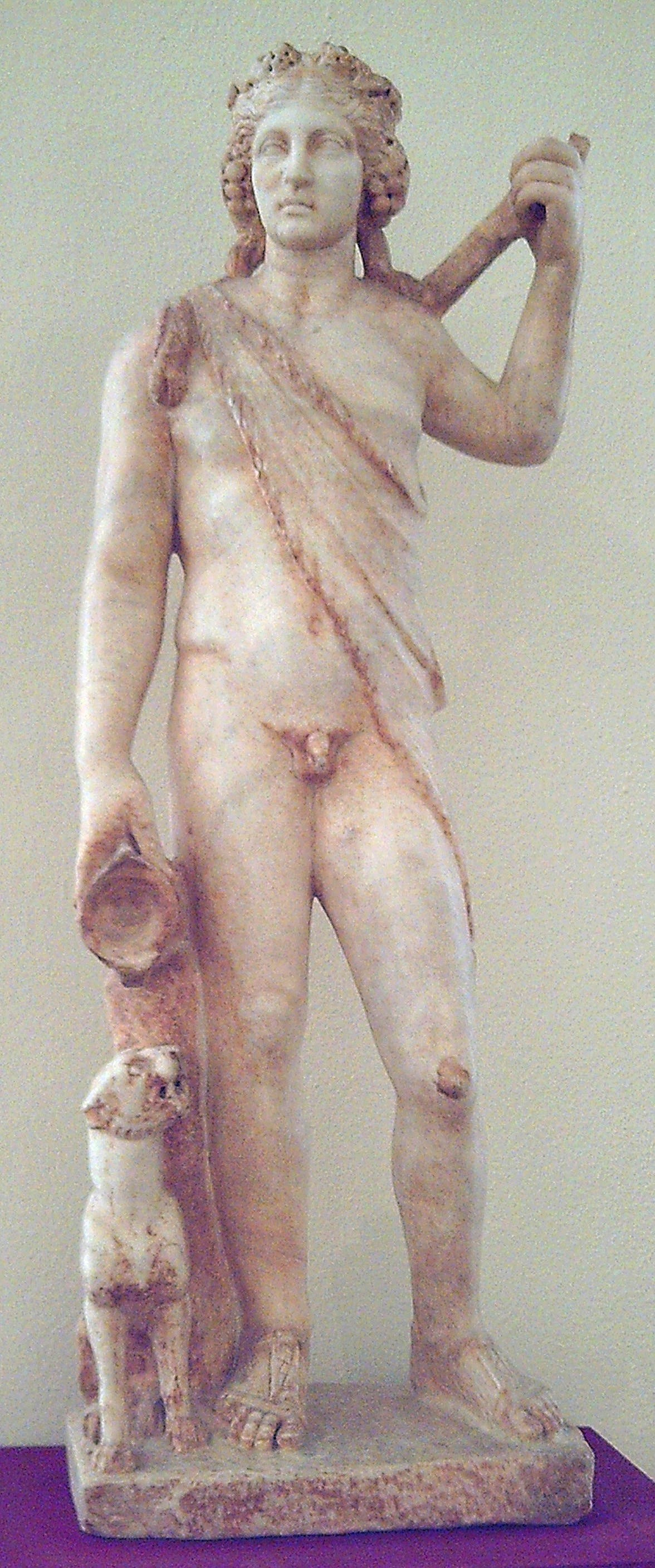
Вакх, римська Іспанія, II ст. н. е.

- Беллона або Дуеллона, богиня війни, дружина або сестра Марса.
- Бона Деа, богиня родючості й достатку. Ототожнювалася з грецькою Гінекеєю[32], богинею жінок та цнотливості.
- Бонус Евентус, божественне уособлення «доброго результату».
- Бубона, богиня худоби.

#### В
- Вагітан, або Ватікан, відкриває рот новонародженому для першого крику.
- Вакуна, стародавня сабінська богиня відпочинку після жнив, яка захищала овець фермерів; пізніше ототожнювали з Нікою і поклонялися як богині війни.
- Вакх, бог вина, чуттєвих насолод і правди, спочатку був культовим титулом грецького Діоніса і ототожнювався з римським Лібером.
- Вейовіс або Ведіовус, маловідомий бог, свого роду анти-Юпітер, як свідчить значення його імені. Може бути богом підземного світу.
- Венілія або Венелія, морська богиня, дружина Нептуна або Фавна.
- Венти, вітри, еквівалентні грецьким Anemoi.
- Венера, богиня кохання, краси, сексуальності та садів; мати героя-засновника Енея; одна з Dii Consentes.
- Верітас, богиня та уособлення римської чесноти veritas або істини.
- Вермін, бог великої рогатої худоби.
- Вертумн, Вортумн або Вертімн, бог пір року, а також садів і фруктових дерев.
- Веста, богиня вогнища, римської держави та священного вогню; один з Dii Consentes.
- Віка Пота, богиня перемоги та змагань.
- Вікторія, богиня перемоги.
- Відуй, бог, який розділив душу і тіло після смерті.
- Вірбій, лісовий бог, відроджений Іпполіт.
- Віртус, бог або богиня військової сили, уособлення римської чесноти virtus.
- Вольтурн, бог води, мав власного молодшого фламіна.
- Волуптас, богиня насолод.
- Вулкан, бог кузні, вогню та ковалів, чоловік Венери та один із Dii Consentes.

#### К
- Кака, архаїчна богиня вогню і «прото-Веста»[33]; сестра Какуса.
- Какус, спочатку стародавній бог вогню, пізніше вважався гігантом.
- Камени, богині з різними атрибутами, включаючи прісну воду, пророцтво та пологи. Їх було чотири: Кармента, Егерія, Антеворта і Постворта.
- Кардея, богиня шарніру (кардо), ототожнена Овідієм з Карною
- Кармента, богиня пологів і пророцтва, мала власного молодшого фламіна. Вождь Камен.
- Карна, богиня, яка берегла здоров'я серця та інших внутрішніх органів.
- Керера, богиня врожаю і мати Прозерпіни, одна з Dii Consentes. Римський еквівалент грецької Деметри.
- Клеменція, богиня прощення і милосердя.
- Клоацина, богиня, яка керувала системою каналізації в Римі; ототожнюється з Венерою.
- Конкордія, богиня злагоди, розуміння та подружньої гармонії.
- Консус, хтонічний бог, що охороняє склади з зерном.
- Купідон, римський бог кохання. Син Венери, еквівалент грецького Ероса.
- Кура, уособлення турботи, який, за одним із джерел[34], створив людей із глини.
- Кібела, імпортована богиня-опікунка, яку часто ототожнюють з Магна Матер.

#### Д
- Деа Діа, богиня росту.

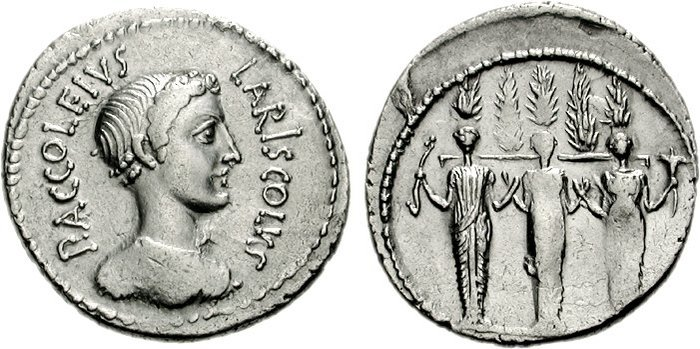
Діана Неморенсіс на денарії

- Деа Тасіта («Тиха богиня»), богиня мертвих; пізніше прирівняна до богині землі Ларенти.
- Децима, другорядна богиня і одна з парків (римський еквівалент мойр). Вимірювачем нитки життя, її грецьким еквівалентом був Лахесіс.

- Деверра, богиня, яка керувала мітлами, які використовувалися для очищення храмів під час підготовки до різних богослужінь, жертвоприношень і свят; вона захищала акушерок і породіль.
- Діана, богиня полювання, місяця, невинності та пологів, сестра-близнюк Аполлона та одна з Dii Consentes.
- Діана Неморенсіс, місцева версія Діани. Римський еквівалент Артеміди.
- Дискордія, уособлення розбрату і чвар. Римський еквівалент Еріди.
- Діус Фідій, бог клятви, пов'язаний з Юпітером.
- Di inferi, божества, пов'язані зі смертю та підземним світом.
- Дисципліна, уособлення дисципліни.
- Dis Pater або Dispater, бог багатства та підземного світу; можливо, аналог грецького Плутона.

#### Е

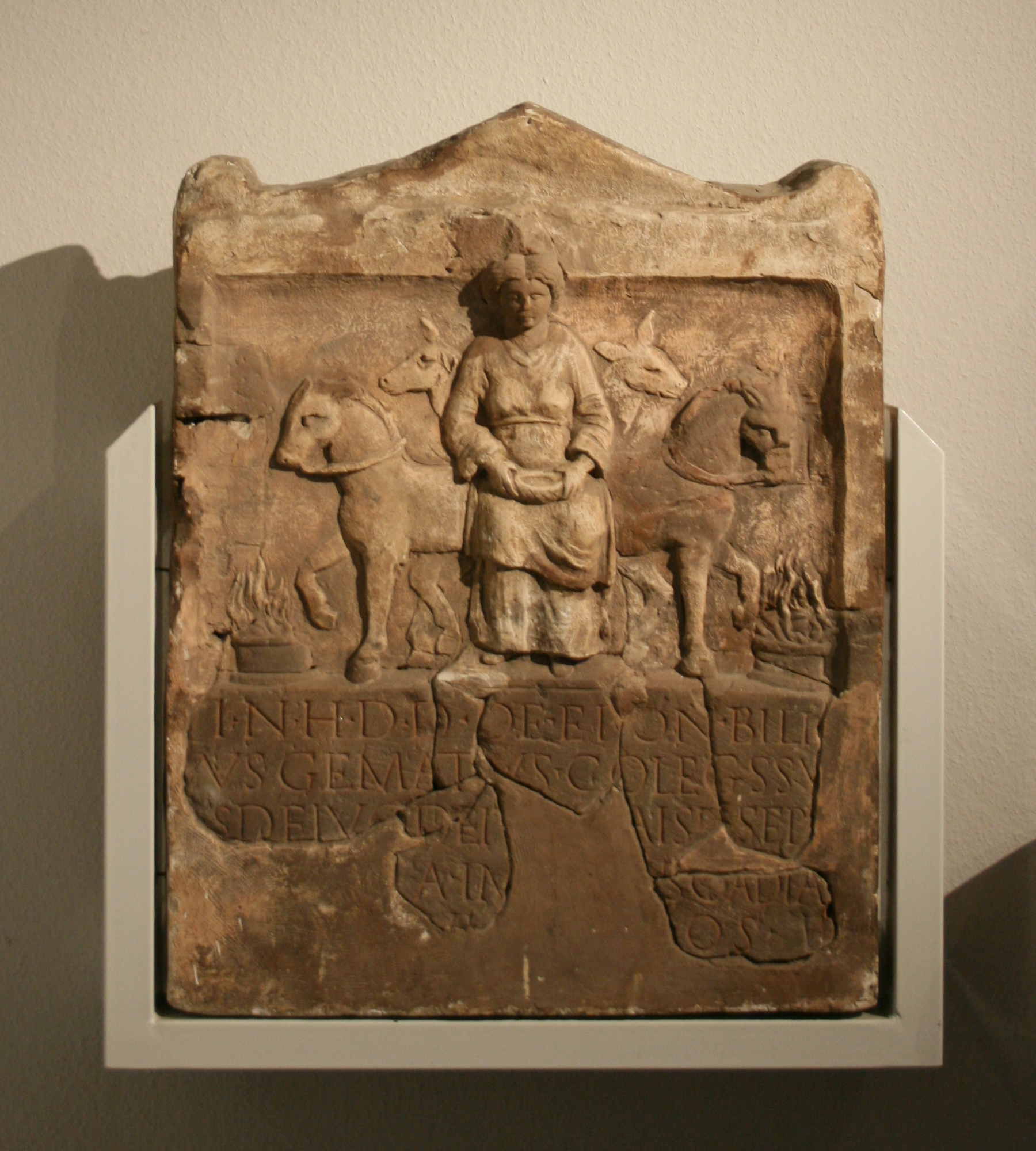
Галло-римська богиня коней Епона

- Егерія, водна німфа або богиня, пізніше вважалася однією з Камен .
- Емпанда або Панда, богиня, храм якої ніколи не закривався для тих, хто її потребує.
- Еон, елліністичний бог циклічного або необмеженого часу, пов'язаний з поняттями aevum або saeculum.
- Епона, галло-римська богиня коней і верхової їзди, зазвичай вважається богинею кельтського походження.
- Ерекура, богиня, можливо, кельтського походження, пов'язана з підземним світом і ототожнюється з Прозерпіною.
- Еквітас, божественне уособлення справедливості.
- Ескулап, римський еквівалент Асклепія, бога здоров'я та медицини.
- Етернітас, богиня та уособлення вічності.

#### Г
- Геній, дух-опікун або божественність кожної особистості
- Геркулес, бог сили, поклоніння якому походить від грецького героя Геракла, але набуло виразно римського характеру.
- Гермафродіт, андрогінний грецький бог, міфологія якого була імпортована в латинську літературу.
- Гонор, божественне уособлення честі .

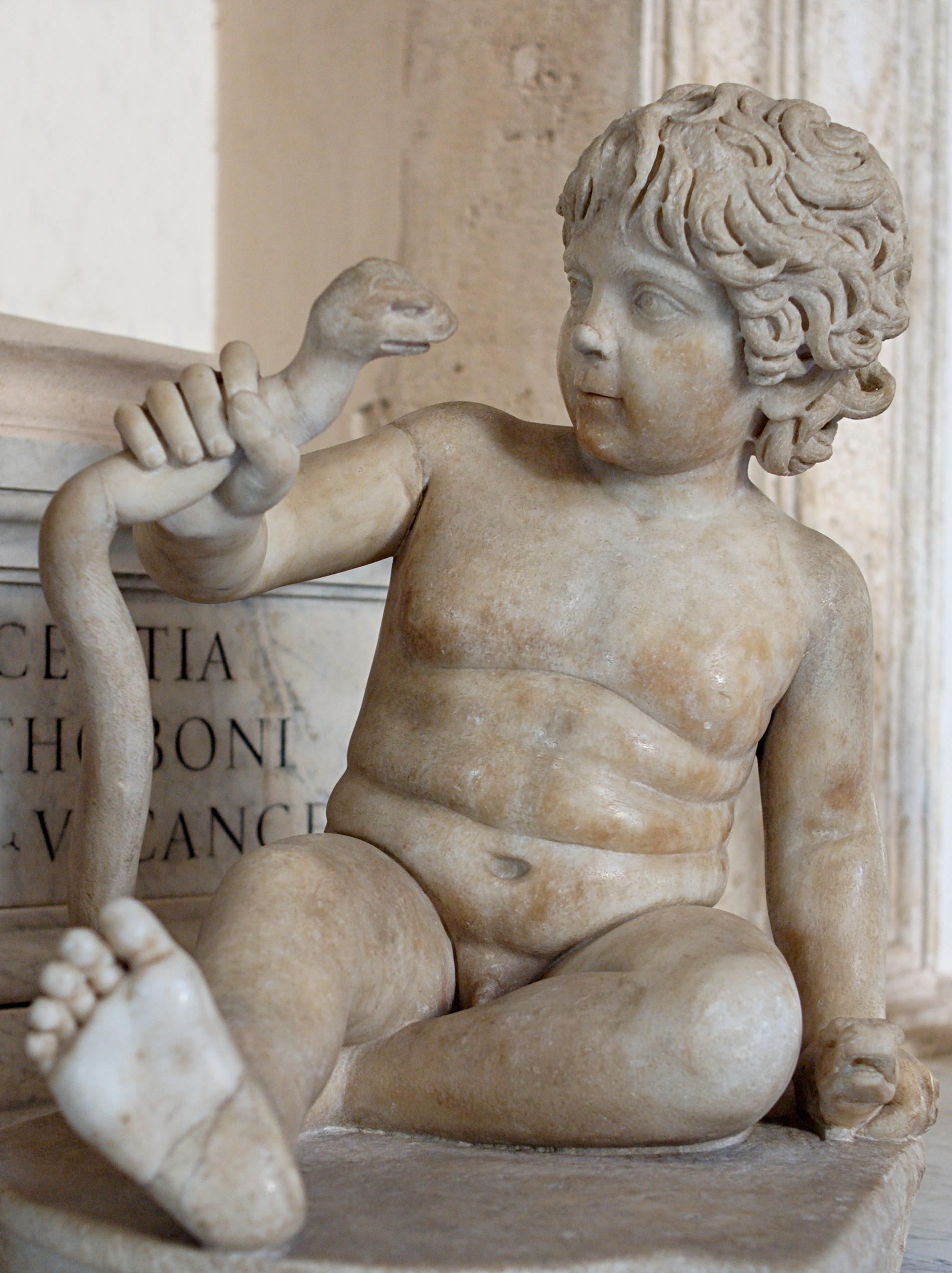
Римська статуя немовляти Геркулеса, що душить змію

- Гора, дружина Квіріна.

#### І
- Індигес, обожнений Еней .
- Інтеркидона, малолітня богиня пологів; її закликали, щоб уберегти злих духів від дитини; символізується тесаком.
- Інуй, бог родючості і статевих зносин, захисник худоби.
- Індідія, богиня заздрості та злодіянь.

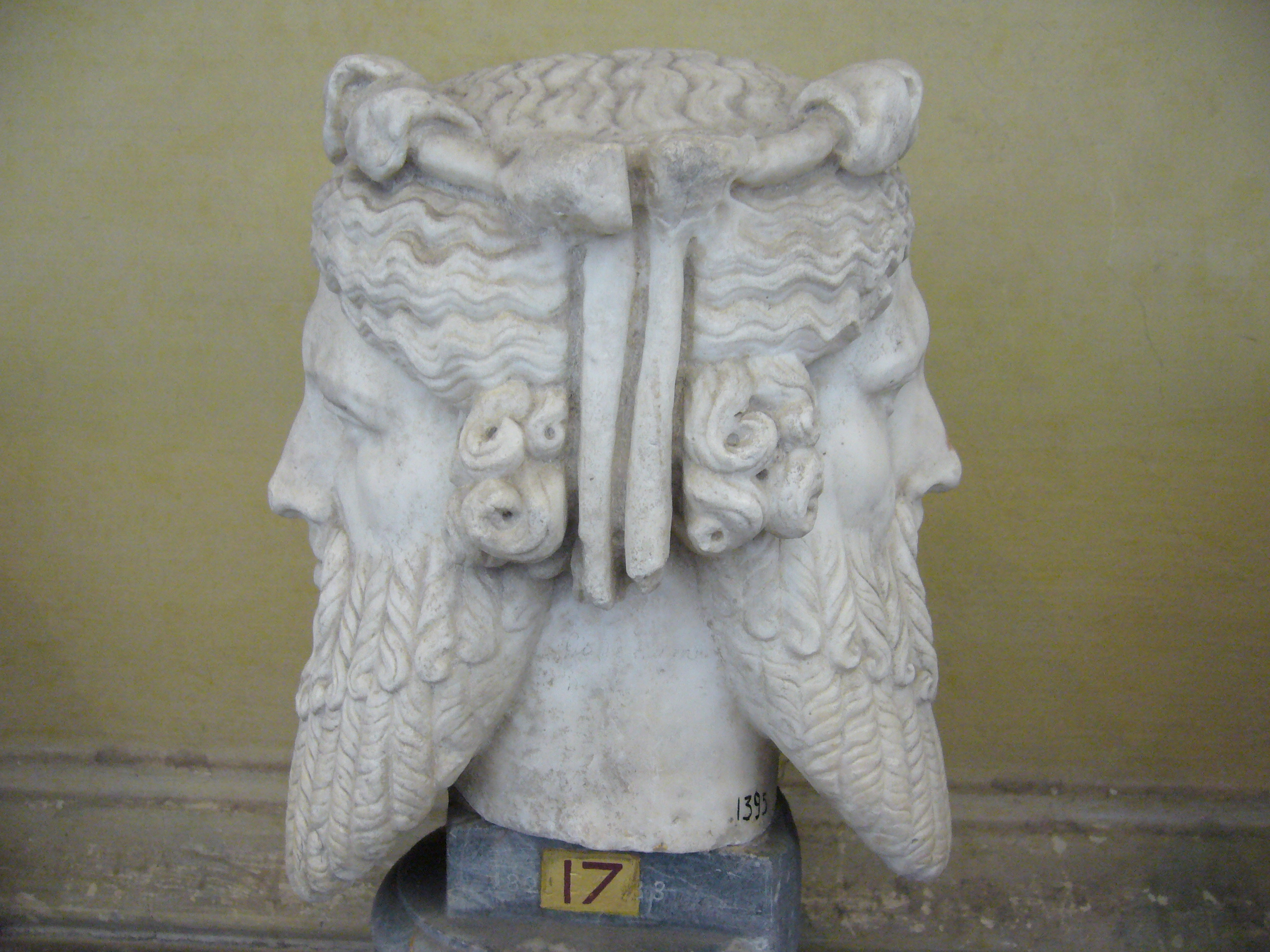
Скульптура, можливо, Януса

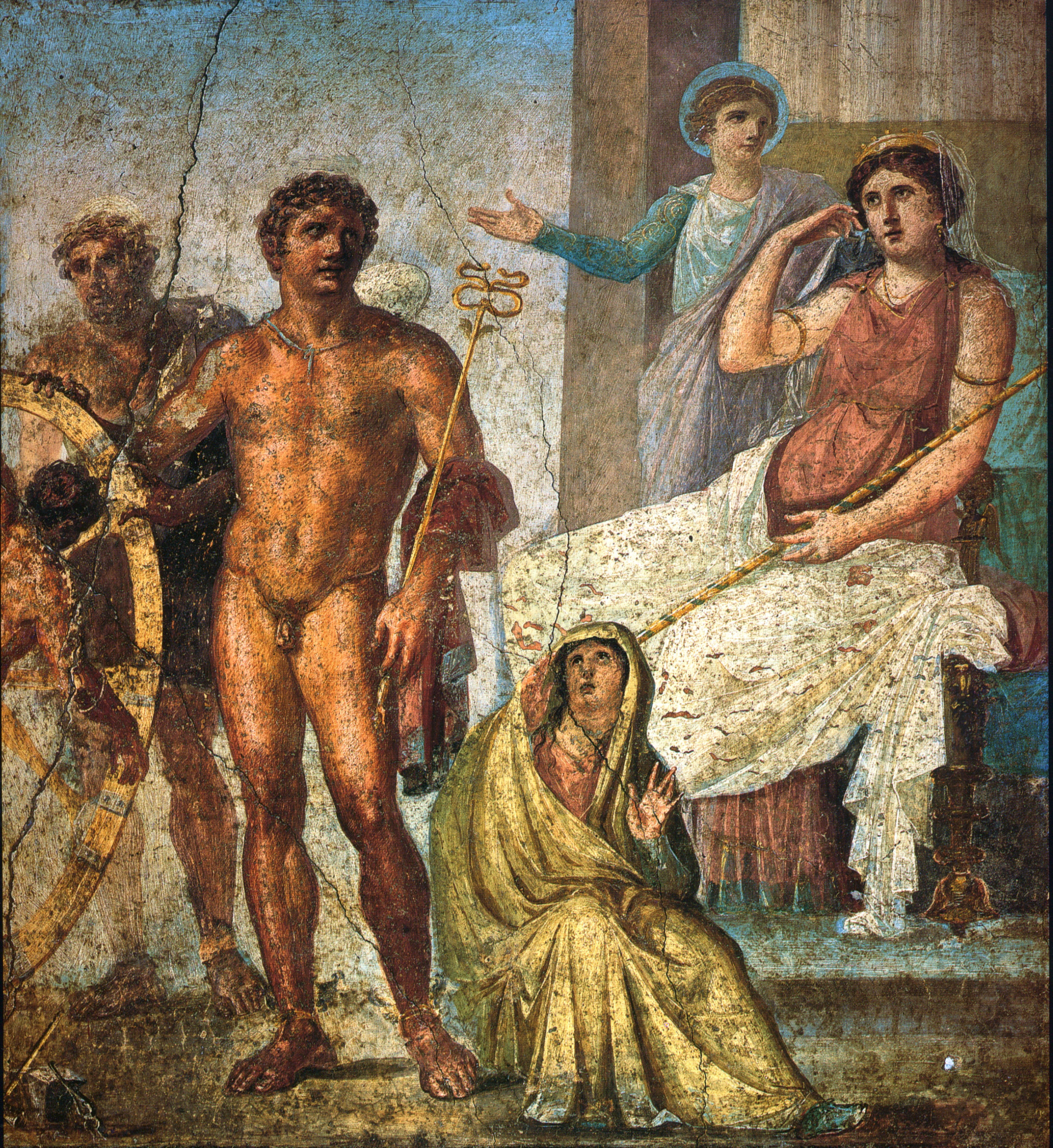
Покарання Іксіона: в центрі Меркурій тримає кадуцей, а Юнона праворуч сидить на своєму троні. За нею Ірида стоїть і жестикулює. Ліворуч — Вулкан (блондин), який стоїть за кермом і керує ним, а Іксіон вже прив'язаний до нього. Нефела сидить біля ніг Меркурія; римська фреска зі східної стіни триклініуму в будинку Веттів, Помпеї, четвертий стиль (60-79 рр. н. е.).

#### К
- Керкетуланаї, німфи дуба.
- Квірін, сабінський бог, ототожнювався з Марсом; Ромул, засновник Риму, був обожествлений як Квірін після його смерті. Квірін був богом війни та богом римського народу та держави, і йому було призначено flamen maior; він був одним із богів архаїчної тріади.
- Квіріт, богиня материнства. Спочатку прирівнювалася до Сабіни, пізніше її прирівняли до Юнони.

#### Л
- Лари, домашні боги.
- Латона, богиня світла.
- Лаверна, покровителька злодіїв, шахраїв і шарлатанів.
- Лемури, зловмисні мертві.
- Левана, богиня обряду, за допомогою якого батьки приймали новонароджених дітей як своїх.
- Летум, уособлення смерті.
- Лібер, бог чоловічої родючості, виноградарства і свободи, уподібнювався римському Вакху і грецькому Діонісу.
- Лібера, жіночий еквівалент Лібера, уподібнений римській Прозерпіні та грецькій Персефоні.
- Ліберталітас, богиня або уособлення щедрості.
- Лібертас, богиня або уособлення свободи.
- Лібітіна, богиня смерті, трупів і похоронів.
- Луа, богиня, якій солдати приносили в жертву захоплену зброю, ймовірно, дружина Сатурна.
- Люцифер, бог ранкової зірки
- Люцина, богиня пологів, але часто як аспект Юнони.
- Луна, богиня місяця.
- Луперк, бог пастухів і вовків; як бога Луперкаліїв, його особистість невідома, але іноді його ототожнюють з грецьким богом Паном.
- Лімфа, часто множина lymphae, водне божество, уподібнене грецьким німфам.

#### М

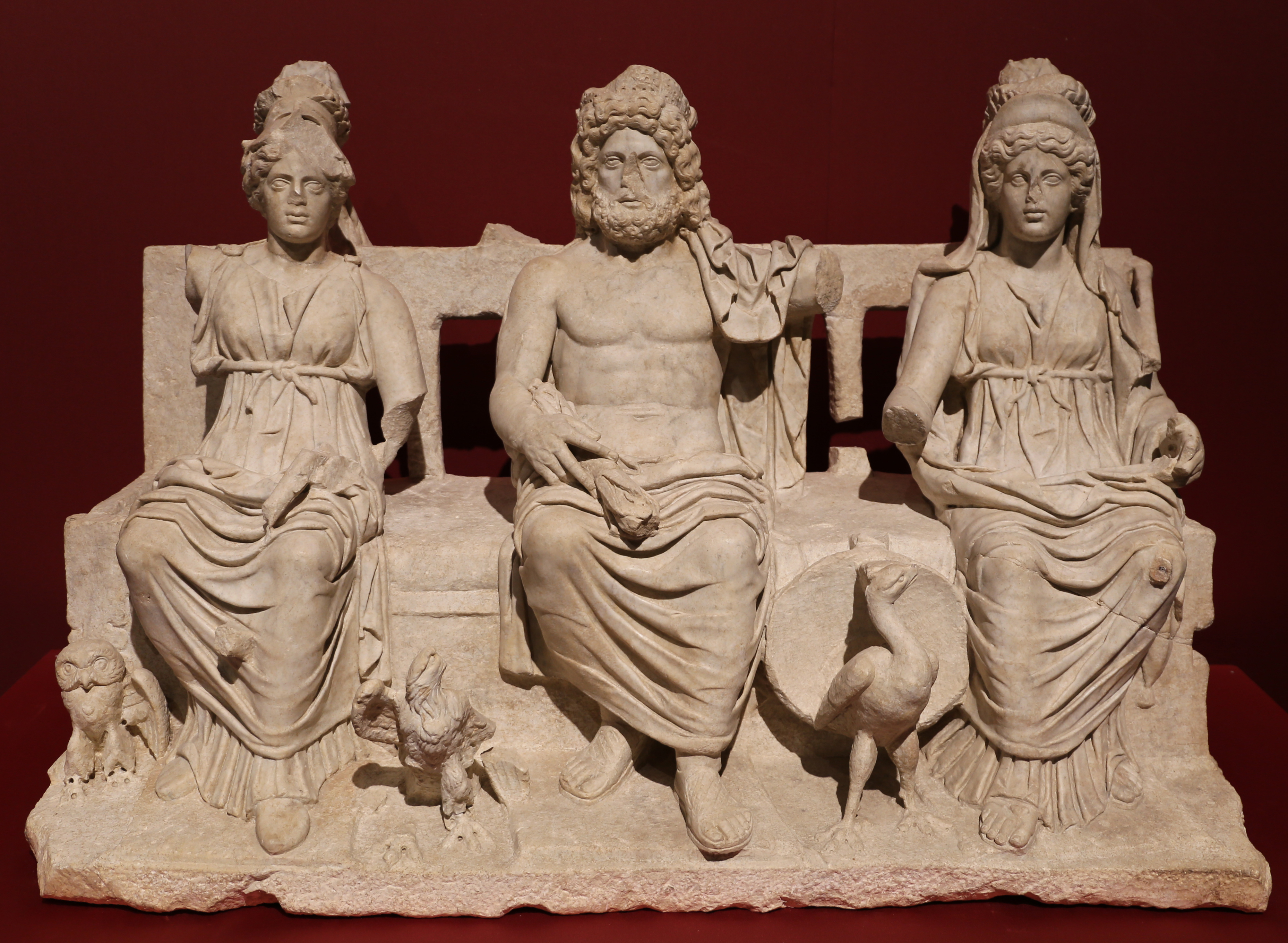
Капітолійська тріада: Юнона, Юпітер і Мінерва

- Мана Геніта, богиня дитячої смертності
- Мани, душі померлих, які стали розглядатися як домашні божества.
- Манія, дружина етруського бога підземного світу Мантуса, і, можливо, її ототожнюють з темною Матер Ларум; не плутати з грецькою Манією.
- Мантус, етруський бог мертвих і правитель підземного світу.
- Марс, бог війни і батько Ромула, засновника Риму; один з архаїчної тріади призначено flamen maior ; коханець Венери; один з Dii Consentes. Грецький еквівалент — Арес.
- Матер Матута, богиня світанку і пологів, покровителька мореплавців.
- Медітріна, богиня зцілення, введена в рахунок свята Медітріналії.
- Мефітіс, богиня і уособлення отруйних газів і вулканічних парів.
- Меллона або Мелонія, богиня бджіл і бджільництва.
- Мена або Мене, богиня родючості та менструації.
- Меркурій, посланець богів і носій душ у підземний світ, і один з Dii Consentes. Римський аналог грецького бога Гермеса.
- Мінерва, богиня мудрості, війни, мистецтва, промисловості та ремесла, і одна з Dii Consentes. Римський еквівалент грецької богині Афіни.
- Мітра, бог, якому поклонялися в Римській імперії; популярний серед солдатів.
- Моли, дочки Марса, ймовірно, богині подрібнення зерна.
- Монета, другорядна богиня пам'яті, еквівалентна грецькій Мнемосіні. Також використовується як епітет Юнони.
- Морс, уособлення смерті та еквівалент грецького Танатоса.
- Морта, другорядна богиня смерті і одна з парків. Обрізувач ниток життя, еквівалент грецької Атропи.
- Мурсія або Муртія, маловідома богиня, яка була пов'язана з миртом, а в інших джерелах називалася богинею ліні (тлумачення випливає з хибної етимології її імені). Пізніше прирівняна до Венери у вигляді Венери Мурсії.
- Мутун Тутун, фалічний бог.

#### Н
- Ненія, богиня похоронного плачу.

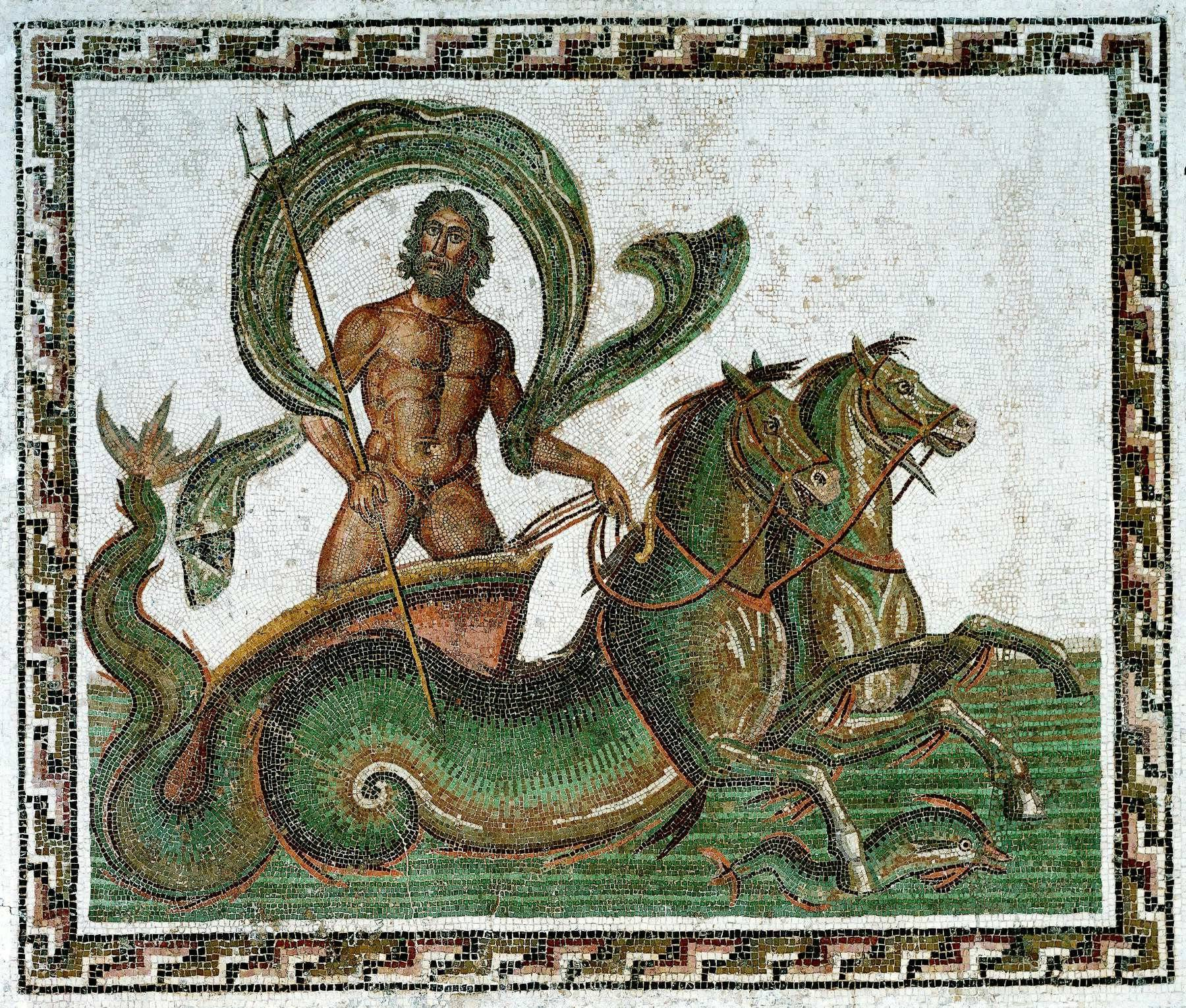
Нептун на мозаїці III століття

- Насіо, уособлення акту народження.
- Несесітас, богиня долі, римський еквівалент АнанкеАнанке.
- Немезида, богиня помсти (грецька), прийнята як імперське божество відплати.
- Нептун, бог моря, землетрусів і коней, а також один з Dii Consentes. Грецький еквівалент Посейдона.
- Неріо, стародавня богиня війни та уособлення доблесті. Дружина Марса.
- Неверіта, яка вважається богинею, асоціюється з Консом і Нептуном в етрусько-римському зодіаку Марціана Капелли[35].
- Ніксі, також ді ніксі, діі ніксі або Ніксе, богині пологів.
- Нона, другорядна богиня, одна з парків. Пряла нитки життя людей, її грецьким еквівалентом був Клото.
- Нортія, етруська богиня долі, долі та випадковості, яку прийняли римляни, з міста Волсінії, де цвях був вбитий у стіну її храму в рамках новорічної церемонії.
- Нокс, богиня ночі, походить від грецької Нікс.

#### О
- Опс або Опіс, богиня ресурсів та достатку.
- Орк, бог підземного світу і каратель за порушені клятви.

#### П

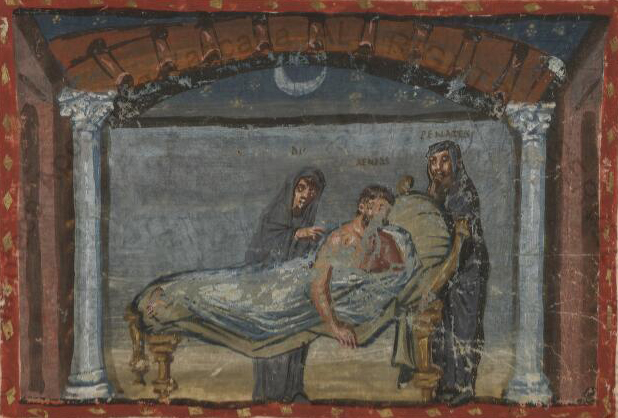
Еней і пенати, з манускрипту IV століття

- Палатуа, невідома богиня, яка охороняла Палатин. Мала власного молодшого фламіна.
- Палес, божество пастухів, отари та худоби.
- Панда, див. Емпанда.
- Парки, три долі.
- Пакс, богиня миру; еквівалент грецької Ейрени.

- Пенати, домашні боги.
- Пікумн, малий бог родючості, землеробства, шлюбу, немовлят і дітей.
- Пік, курсивний бог дятла з пророцтвом.
- Пієтас, богиня обов'язку; уособлення римської чесноти pietas.
- Пілумн, молодший бог-охоронець, піклується про захист немовлят при народженні.
- Плутон, правитель мертвих, ім'я якого популяризується в містеріях і грецькій філософії, іноді вживається в латинській літературі й ототожнюється з Dis pater або з Орком.
- Поена, богиня покарання.
- Помона, богиня фруктових дерев, садів і садів; мала власного молодшого фламіна.
- Порріма, богиня майбутнього. Також називається Антеворта. Один із двох Камен.
- Портун, бог ключів, дверей і худоби, мав власного молодшого фламіна.
- Постверта або Прорса Постверта, богиня пологів і минулого, одна з двох Камен.
- Пріап, імпортований фалічний охоронець садів.
- Прозерпіна, цариця мертвих і богиня зерна, римський еквівалент грецької Персефони.
- Провіденція, богиня передбачливості.
- Пудіцитія, богиня і уособлення цнотливості, одна з римських чеснот. Її грецьким еквівалентом був Айдос.

#### Р
- Робігалії, бог або богиня, яка уособлювала зернові хвороби та охороняла посіви.
- Рома, уособлення Римської держави.
- Руміна, богиня, яка захищала годуючих матерів.

#### С

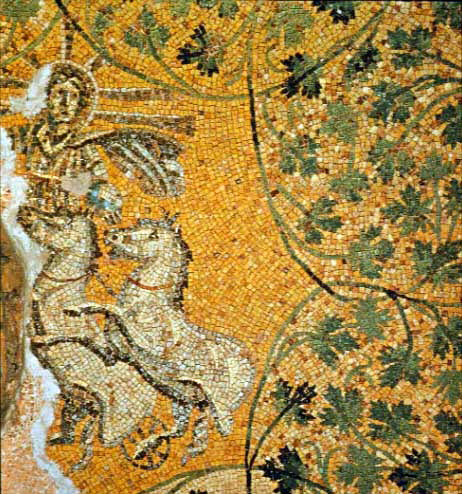
Сол, або Христос, зображений у його образі. III століття нашої ери

- Салація, богиня морської води, дружина Нептуна.
- Салюс, богиня суспільного добробуту римського народу; стало прирівнюватися до грецької Гігіеї.
- Санкус, бог вірності, чесності та клятви.
- Сатурн, титан, бог врожаю та землеробства, батько Юпітера, Нептуна, Юнони та Плутона.
- Секурітас, богиня безпеки, особливо безпеки Римської імперії.
- Сильван, бог лісів і лісів.
- Сол або Сол Інвіктус, бог сонця.
- Сомнус, бог сну; прирівнюється до грецького Гіпноса.
- Соран, бог, згодом увійшов Аполлоном у форму Аполлона Сорана.
- Сорс, боже удачі.
- Спес, богиня надії.
- Стата Матер, богиня, яка захищала від пожеж. Іноді прирівнюється до Вести.
- Стеркул, бог добрив. Також відомий як Стеркут, Стеркулій, Стракулій, Струкулій.
- Суадела, богиня переконання, її грецьким еквівалентом була ПейтоПейто.
- Суман, бог нічного грому.
- Суліс Мінерва, поєднання кельтської богині Сул і Мінерви.

#### Т
- Таласій, бог шлюбу
- Теллумо або Теллур, чоловічий аналог Теллуса.
- Темпеста, богиня бур або раптової погоди, зазвичай у множині як Темпестати
- Терра Матер або Теллус, богиня землі і землі. Грецький еквівалент — Гея, мати титанів, дружина Цела (Урана).
- Термін, сільський бог кордонів.
- Тиберін, річковий бог; божество річки Тибр.
- Тиберт, бог річки Аніо, притоки Тибру.
- Транквілітас, богиня миру і спокою.
- Трівія, богиня перехрестя й магії, прирівнюється до Гекати.

#### У
- Уберита, богиня багатства, родючості землі.

#### Ф
- Фаласер, неясний бог. Йому було призначено другорядне вогнище.
- Фама, богиня слави та чуток.
- Фасцін, фалічний бог, який захищав від інвідії (заздрості) і пристріту.
- Фавна, богиня пророцтва, але, можливо, титул інших богинь, таких як Мая.
- Фавн, бог стад.
- Фаустита, богиня, яка охороняла стада та худобу.
- Фебрій, бог етруського походження, на честь якого був названий місяць лютий.
- Фебрис, «Лихоманка», богиня, яка має силу викликати або запобігти лихоманці та малярії.
- Фекундітас, уособлення родючості.
- Фелісітас, уособлення удачі і успіху.
- Ферентіна, богиня-покровителька міста Ферентінум, Лацій, покровителька латині.
- Феронія, богиня, що піклується про дикунів, плебеїв, вільновідпущеників і уособлює свободу в загальному сенсі.
- Фідес, уособлення вірності.
- Флора, богиня квітів, було присвоєно flamen minor.
- Форнакс, богиня, ймовірно, задумана, щоб пояснити Форнакалію, «Свято духовки».
- Фонтус або Фонс, бог криниць і джерел.
- Фортуна, богиня удачі.
- Фуфлунс, бог вина, природного росту та здоров'я. Він був запозичений з етруської міфології.
- Фульгора, уособлення блискавки.
- Фурріна, богиня, чиї функції в основному невідомі, але в архаїчні часи досить важлива, щоб їй було призначено полум'я.

#### Х
- Харити, римський термін для позначення Charites або Graces.

#### Ц

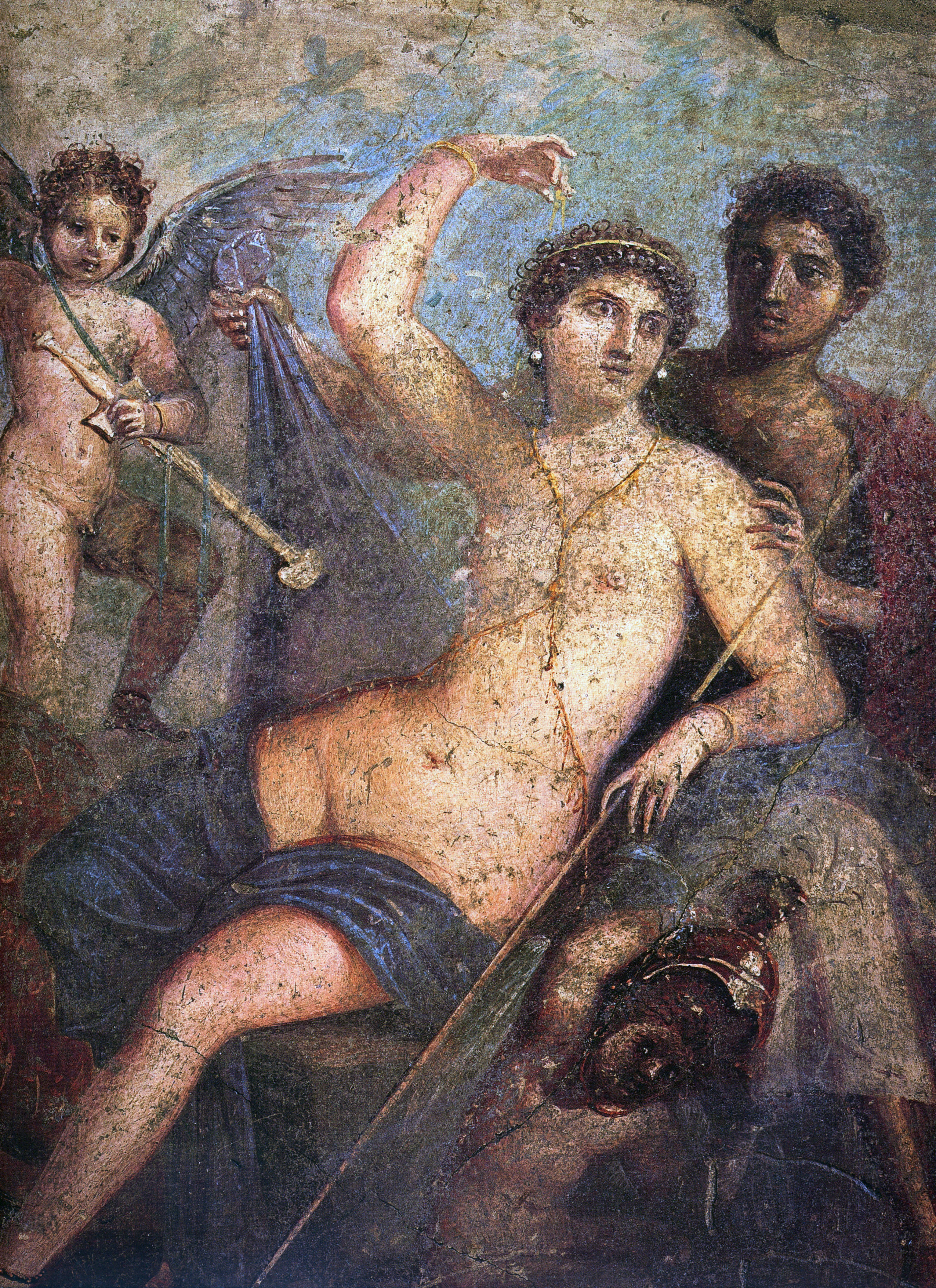
Венера, Вулкан, Марс і Купідон на настінному розписі з Помпеї

- Целус, бог неба (до Юпітера).

#### Ю
- Юнона, королева богів, богиня подружжя і одна з Dii Consentes. Еквівалент грецької Гери.
- Юпітер, король богів, бог штормів, блискавок, неба та один із Дії Консентес; був призначений flamen maior. Еквівалент грецького Зевса.
- Юстиція, богиня справедливості.
- Ютурна, богиня фонтанів, криниць і джерел.
- Ювентас, богиня молодості.

#### Я
- Янус, дволикий або двоголовий бог початків і кінців, а також дверей.